# ويليام دبليو. كارجيل
ويليام دبليو. كارجيل (بالإنجليزية: William W. Cargill)‏ هو رائد أعمال وشخصية أعمال أمريكي، ولد في 15 ديسمبر 1844 في بورت جفرسون في الولايات المتحدة، وتوفي في 17 أكتوبر 1909 في لاكروس في الولايات المتحدة بسبب ذات الرئة.